# Nobuaki Kobayashi
Nobuaki Kobayashi (jap. 小林 伸明, Kobayashi Nobuaki; * 26. März 1942 in Wakayama; † 25. November 2019 in Tokio) war ein japanischer Karambolagespieler.

## Karriere
Kobayashi war hauptsächlich als Weltklasse-Dreibandspieler bekannt. Dass er aber auch andere Karambolage-Varianten beherrschte, zeigte sich bei mehreren Fünfkampf-WM Teilnahmen zwischen 1969 und 1981. Bei der WM 1977 in Santiago de Chile belegte er sogar einen hervorragenden 3. Platz.
Sein größter sportlicher Erfolg war aber der Gewinn der Dreiband-WM 1974. Gegen den zu dieser Zeit fast unschlagbaren Belgier Raymond Ceulemans gewann er in Antwerpen, der Heimatstadt des Belgiers, seinen ersten WM-Titel, nachdem er 1970, 1972 und 1973 gegen ihn im Finale unterlag. 1984 ließ er einen zweiten in Krefeld folgen. Außerdem belegte er zehn Mal den zweiten Platz und drei Mal den dritten Platz bei einer Dreiband-WM.
Beim 1986 gestarteten Dreiband-Weltcup gelangen ihm drei Weltcupturnier-Siege. Er war der erste Dreibandspieler, der einen Satz, der bis 15 Punkte gespielt wurde, bei einem Weltcupturnier in einer Aufnahme beendete.
Sein Sohn Hideaki Kobayashi ist auch ein guter Dreiband-Spieler. Er nahm im Jahr 2003 an der Dreiband-WM in Las Vegas teil.

## Erfolge
- Dreiband-WM:  1974, 1984  1970, 1972, 1973, 1976, 1977, 1978, 1979, 1981, 1985, 1988  1975, 1980, 1983, 1995
- Dreiband Team-WM  1981, 1985, 1992
- Fünfkampf-WM  1977
- Dreiband-Weltcup:  1986/2, 1986/4, 1988/2  1986/1, 1988/5, 1989/2, 1993/4  1987/1
- Dreiband Grand Prix:  1987/8, 1992/6  1992/5  1988/2, 1993/5
- Einband-Weltmeisterschaft:  1983
- Japanische Dreiband-Meisterschaft:  1971–1974, 1978, 1980, 1982, 1983, 1993–1995, 1999
- Japan-Cup:   1991, 1998
- Asien Games:  2002
- Coupe d’Europe (Mannschaft):  1994 (BF Horster-Eck Essen 1959)

Quellen: